# Седлец (гмина)
Седлец (пол. Siedlec) — сельская гмина (волость) в Польше, входит как административная единица в Вольштынский повет, Великопольское воеводство. Население — 11 909 человек (на 2004 год).

## Сельские округа
1. Беленцин
2. Боруя
3. Хобенице
4. Годзишево
5. Груец-Малы
6. Груец-Вельки
7. Яромеж
8. Яжынец
9. Карна
10. Келково
11. Келпины
12. Копаница
13. Мала-Весь
14. Марянково
15. Небожа
16. Нова-Тухожа
17. Реклин
18. Реклинек
19. Седлец
20. Стара-Тухожа
21. Тухожа
22. Вонхабно
23. Велька-Весь
24. Войцехово
25. Закшево
26. Жодынь

## Соседние гмины
1. Гмина Бабимост
2. Гмина Каргова
3. Гмина Новы-Томысль
4. Гмина Раконевице
5. Гмина Вольштын
6. Гмина Збоншинь